# Vignole Borbera
Vignole Borbera (Vigneule Borbaja in piemontese, E Vigneue in ligure) è un comune italiano di 2 072 abitanti della provincia di Alessandria in Piemonte.
Situato in val Borbera, nella piana alluvionale dell'omonimo torrente (che in frazione Precipiano confluisce nello Scrivia), è circa a metà strada tra Alessandria e Genova, alle pendici di Monte Spineto (468 m).

## Geografia fisica

Vista aerea di Vignole Borbera nel 1960

### Territorio
Il comune fa parte dell'Unione Montana Valle Borbera e Valle Spinti; dista dal capoluogo 35 km e da Genova 48 km.
- Classificazione sismica: zona 3 (sismicità bassa), Ordinanza PCM n. 3274 del 20/03/2003

### Clima
Dal punto di vista legislativo il comune di Vignole Borbera ricade nella Classificazione climatica E in quanto i Gradi giorno della città sono 2660, dunque limite massimo consentito per l'accensione dei riscaldamenti è di 14 ore giornaliere dal 15 ottobre al 15 aprile. Ha una nevosità abbastanza elevata, con circa 70/80 cm annui di accumulo.

## Origini del nome
Il toponimo deriverebbe dal latino Vineola, termine rendibile come "piccolo appezzamento di terreno coltivato a vigna"; gli si associa un determinante indicante il torrente Borbera, sul cui alveo insiste il paese.

## Storia

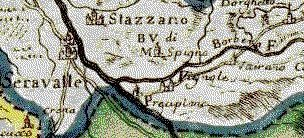
Vignole Borbera nella carta dei Feudi Imperiali dell'ing. Carlo Borgonio del XVII secolo.

S'ipotizza che il centro sia stato fondato dai romani come agro della vicina Libarna col nome di Vineola.
Le più antiche informazioni sicure sulla sua esistenza datano dall'anno 1000, allorché viene menzionato quale territorio appartenente all'abbazia di San Pietro di Precipiano (all'epoca centro amministrativamente autonomo).
Divenuto borgo fortificato, fu sottoposto alla Repubblica di Genova, che lo ricomprese territorialmente nella curia di Gavi; nel XIV secolo godette anche dello status di libero comune.
Entrato nell'orbita del ducato di Milano, nel 1405 fu infeudato da Filippo Maria Visconti alla famiglia Lonati insieme a Varinella di Arquata Scrivia. Nel 1692, Bernardo Luigi Lonati ottenne da Carlo III di Spagna l'erezione del feudo in marchesato.
Nel 1752 passò ai Savoia (con Tortona) nel 1752 e ne seguì le sorti. Nel 1797 entrò a far parte con Borghetto di Borbera della Repubblica Ligure, poi dal 1805 entrò a far parte dell'Impero Francese e dal 1815 fece parte della Provincia di Novi nella Liguria, da cui venne staccato con il Decreto Rattazzi nel 1859, poco prima dell'Unità d'Italia.
Nel 1797 al comune viene accorpata la disciolta municipalità di Precipiano; nel 1815 ingloba Variano, che viene separata da Borghetto di Borbera.
Nel 2004 Vignole Borbera ha ricevuto l'attenzione dei media nazionali divenendo il primo comune d'Italia amministrato da un sindaco donna di nazionalità non italiana, l'inglese Susan Lesley Thomas, nata a Woking (Surrey) il 27 gennaio 1956, che ha ricoperto la carica dal 14 giugno 2004 al 30 agosto 2008.

### Simboli
Descrizione araldica dello stemma, concesso insieme al gonfalone con decreto del presidente della Repubblica il 2 giugno 1962:
La torre quadra si riferisce all'unica vestigia superstite dell'antica abbazia di Precipiano (la quale è stata inglobata nella tenuta fatta costruire dalla famiglia Cauvin), l'uva rappresenta le viti che hanno dato origine al toponimo del paese e l'ape simboleggia il lavoro dell'uomo.
Il gonfalone è un drappo partito di bianco e di azzurro.

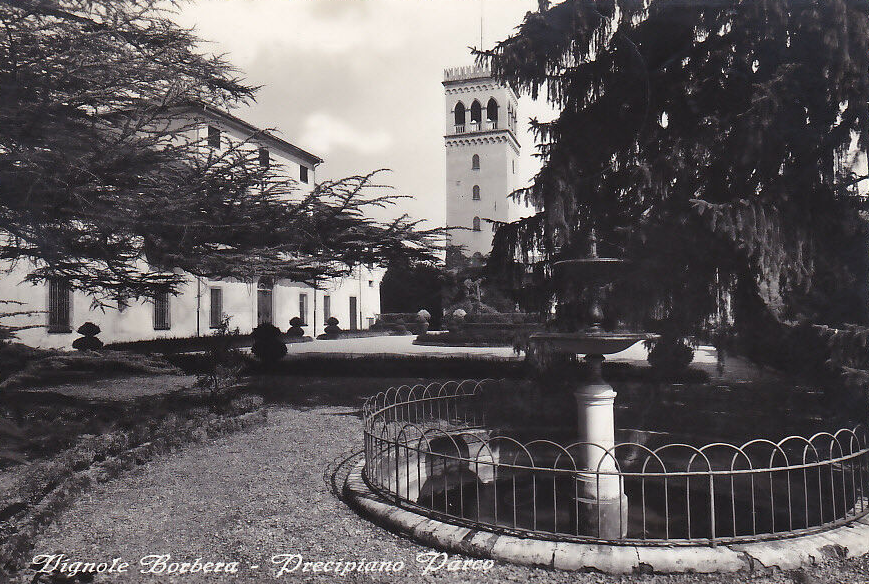
La torre abbaziale di Precipiano e villa Ernesto Cauvin

## Monumenti e luoghi d'interesse
- Chiesa di San Lorenzo Martire
- Nostra Signora del Chioccale
- Castello di Precipiano

## Società

### Evoluzione demografica
Vignole Borbera è composta da 951 nuclei famigliari. Nel periodo 1991-2001 ha avuto un aumento del 2,3% della popolazione secondo il censimento ISTAT, proveniente in gran parte da Genova. Comunque come si può notare dal grafico la crescita demografica incomincia dal 1961.
Abitanti censiti

### Etnie e minoranze straniere
Di seguito sono riportati i tre gruppi di stranieri più consistenti (al 31 dicembre 2007):
| Pos. | Cittadinanza      | Popolazione |
| ---- | ----------------- | ----------- |
| 1    | Marocco           | 42          |
| 2    | Romania           | 38          |
| 3    | Albania           | 29          |
|      | Altre nazionalità | 34          |
|      | TOTALE            | 143         |

## Infrastrutture e trasporti

### Strade
Vignole Borbera è situato lungo la Strada Provinciale 140 "di val Borbera", che collega il comune con la Strada statale 35 dei Giovi.
Il comune è inoltre servito dall'Autostrada A7 "dei Giovi", mediante l'uscita Vignole-Arquata.

### Autobus
Vignole è collegata a Novi Ligure per mezzo della linea bus gestita da Autolinee Val Borbera.

### Ferrovie
La stazione ferroviaria più vicina è quella di Arquata Scrivia, servita dalla linea ferroviaria Torino-Genova e Milano-Genova, che dista circa 3 km dal centro di Vignole Borbera.

## Amministrazione

Il palazzo municipale di Vignole Borbera fotografato nel 1941.

Di seguito è presentata una tabella relativa alle amministrazioni che si sono succedute in questo comune.
| Periodo        | Periodo        | Primo cittadino         | Partito                               | Carica                  | Note  |
| -------------- | -------------- | ----------------------- | ------------------------------------- | ----------------------- | ----- |
| 15 luglio 1985 | 27 giugno 1990 | Franco Maggio           | indipendente                          | Sindaco                 | [ 8 ] |
| 27 giugno 1990 | 24 aprile 1995 | Franco Maggio           | Partito Socialista Italiano           | Sindaco                 | [ 8 ] |
| 24 aprile 1995 | 14 giugno 1999 | Paolo Federico Caviglia | centro                                | Sindaco                 | [ 8 ] |
| 22 giugno 1999 | 14 giugno 2004 | Paolo Federico Caviglia | lista civica                          | Sindaco                 | [ 8 ] |
| 14 giugno 2004 | 28 agosto 2008 | Susan Lesley Thomas     | lista civica                          | Sindaco                 | [ 8 ] |
| 28 agosto 2008 | 8 giugno 2009  | Paola Fioravanti        | -                                     | Commissario prefettizio | [ 8 ] |
| 8 giugno 2009  | 26 maggio 2014 | Giuseppe Teti           | lista civica                          | Sindaco                 | [ 8 ] |
| 26 maggio 2014 | 26 maggio 2019 | Giuseppe Teti           | lista civica Voi con noi              | Sindaco                 | [ 8 ] |
| 26 maggio 2019 | 9 giugno 2024  | Giuseppe Teti           | lista civica Vignole obiettivo comune | Sindaco                 | [ 8 ] |
| 9 giugno 2024  | in carica      | Giuseppe Teti           | lista civica Vignole obiettivo comune | Sindaco                 | [ 8 ] |

## Sport

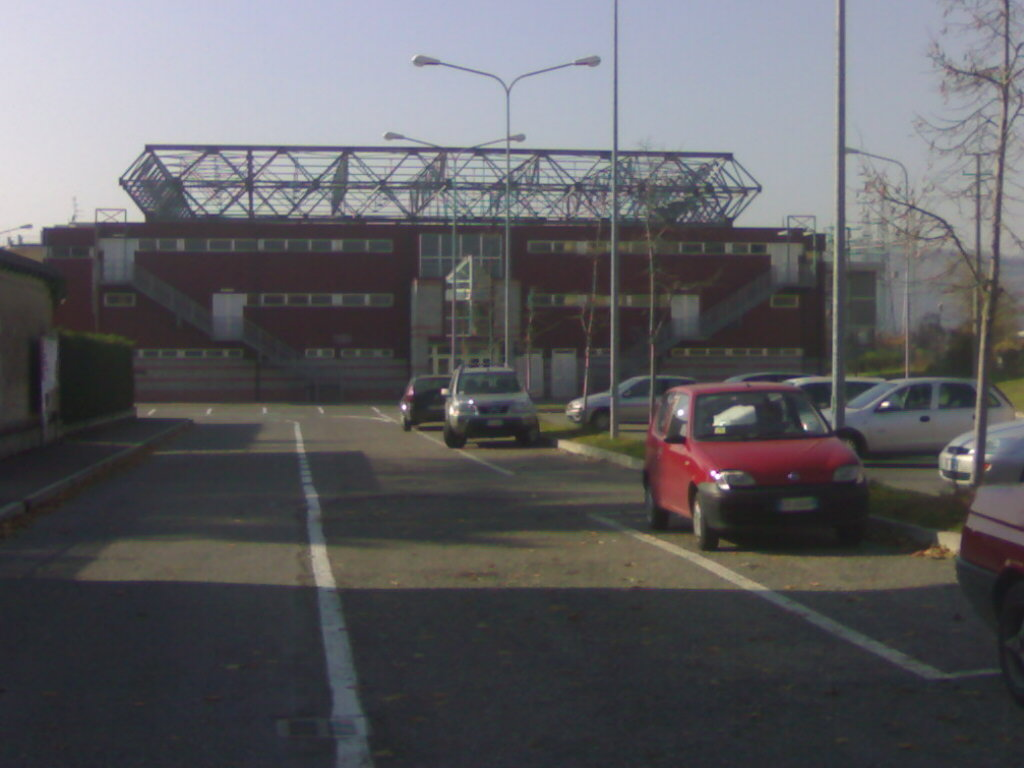
Il palazzetto dello sport di Vignole Borbera

La squadra di calcio è l'Unione Sportiva Vignolese; fondata nel 1919 e successivamente rifondata, ha sempre militato nei campionati regionali piemontesi.
Altro club basato nel comune è la polisportiva G.S. Quattrovalli, fondata nel 1994 con il nome di Polisportiva Val Borbera.
Ai tempi della presidenza di Ernesto Cauvin, nei primi anni 1950, Vignole ha inoltre ospitato più volte il ritiro precampionato del Genoa.